# マイケル・ドノヴァン
マイケル・ドノヴァン（Michael Donovan、1953年6月12日 - ）は、カナダとアメリカ合衆国で活動する男性声優、音響監督。音響監督業はエミー賞にノミネートされたことがある。
声優としての代表作は『X-メン:エボリューション』（セイバートゥース）、『スパイダーマン・アンリミテッド』（カーネイジ）、『トムとジェリー テイルズ』 （スパイク） 、『らんま1/2』（響良牙）、『鎧伝サムライトルーパー』（毛利シン、伊達セイジ）など。

## 出演作品

### テレビアニメ
出演年不明
- エル・マリアッチ（Bones）
- フィリックス・ザ・キャット（ゲストキャラ）

1989年
- Captain N: The Game Master（Eggplant Wizard）

1990年
- ドラゴンクエスト 勇者アベル伝説（アベル）

1991年
- GIジョー（ロシア人将校 他）
- バトルトード（プロフェッサー・T・バード）

1992年
- コナン・ザ・アドベンチャー（コナン）

1993年
- en:Adventures of Sonic the Hedgehog（Wes Weasley）
- らんま1/2（響良牙）

1994年
- コナン&ヤング・ウォーリアーズ（グラック）
- ロックマン USA（リングマン）
- リブート（フォン、マイク・ザ・TV、セシル、アル）

1995年
- ストリートファイター（ガイル、ザンギエフ、剛拳）
- ドラゴンボール（亀仙人、孫悟飯）※オーシャングループ版
- マドレーヌ（指揮者 他）
- 鎧伝サムライトルーパー（毛利シン、伊達セイジ）
- らんま1/2 熱烈格闘編（響良牙）

1996年
- Hurricanes
- ヘイ・アーノルド!（タクシー運転手）

1997年
- スーパーマン（男性アナウンサー）
- 超人ハルク（グレイハルク）
- バットマン（ガンランナー3）

1999年
- シャドウレイダース
- スパイダーマン・アンリミテッド（カーネイジ/クレタス・キャサディ）

2000年
- X-メン:エボリューション（セイバートゥース）

2002年
- 犬夜叉（睡骨）
- ムーチャ・ルーチャ!（エル・レイ、メガワット 他）

2005年
- トランスフォーマー ギャラクシーフォース（英語版は『サイバートロン』）（ダートボス〈日本名はインチアップ〉、クロスワイズ〈日本名はオートボルト〉、プライマス）

2006年
- オーバン・スターレーサーズ（アイカ王子のフェンシング顧問 他）
- トムとジェリー テイルズ（スパイク 他）

2007年
- 機動戦士ガンダムSEED DESTINY（ヨアヒム・ラドル）

2011年
- アイアンマン（中井隊長）

2012年
- Fate/Zero（間桐臓硯、言峰璃正）
- Fate/Zero 2ndシーズン（間桐臓硯、言峰璃正）

2013年
- レゴ・スター・ウォーズ/ヨーダ・クロニクル（ドゥークー伯爵、ベン・ケノービ）

2015年
- レゴ・スター・ウォーズ/ドロイド・テイルズ（ドゥークー伯爵、ベン・ケノービ、オーウェン）

2017年
- レゴ・スター・ウォーズ/フリーメーカーの冒険（オビ＝ワン・ケノービ）

### 劇場アニメ
2000年
- チャイニーズ・ゴースト・ストーリー スーシン（寧采臣）

1994年
- らんま1/2（響良牙）
  - らんま1/2 中国寝崑崙大決戦! 掟やぶりの激闘篇!!
  - らんま1/2 決戦桃幻郷! 花嫁を奪りもどせ!!
  - らんま1/2 超無差別決戦! 乱馬チームVS伝説の鳳凰

1995年
- ドラゴンボール 神龍の伝説（パンジの父）

### OVA
1993年
- らんま1/2（響良牙）

1994年
- 機神兵団（真澄公彦）

2003年
- 鎧伝サムライトルーパー（毛利シン）

### ゲーム
2011年
- The Elder Scrolls V: Skyrim（The Companions の Harbinger、Kodlak Whitemane の声。Daedric Princes の一人 Malacath の声）

### 実写映画
2015年
- スター・ウォーズ/フォースの覚醒（その他の声）

2016年
- ローグ・ワン/スター・ウォーズ・ストーリー（その他の声）

## スタッフ参加作品
特記の無いものに限り、音声監督としての参加。

### テレビアニメ（スタッフ）
1995年
- ドラゴンボール
- リブート

1998年
- シャドウレイダース

2006年
- オーバン・スターレーサーズ
- チーム・ギャラクシー
- トムとジェリー テイルズ

2013年
- レゴ・スター・ウォーズ/ヨーダ・クロニクル

2015年
- レゴ ニンジャゴー スピン術バトルの使い手（キャスティング・ディレクター、音声監督）

2017年
- レゴ・スター・ウォーズ/フリーメーカーの冒険

### 劇場アニメ（スタッフ）
1995年
- ドラゴンボール 神龍の伝説

2000年
- チャイニーズ・ゴースト・ストーリー スーシン

2001年
- とび★うおーず

2016年
- ソーセージ・パーティー（カナダキャスティング）

### テレビドラマ（スタッフ）
2013年
- ハンニバル（ビジュアル・エフェクト・アーティスト）